# The Rolling Stones 4th British Tour 1964
The Rolling Stones 4th British Tour 1964 es una gira de conciertos musicales que realizó la banda en ese año. Comenzó el 5 de septiembre de 1964 y concluyeron el 11 de octubre de 1964, en los que se realizaron 64 shows (2 por noche).

## Miembros de la banda
- Mick Jagger voz, armónica
- Keith Richards guitarra
- Brian Jones guitarra
- Bill Wyman bajo
- Charlie Watts percusión

## Fechas de la gira
- 05/09/1964  Finsbury Park, Astoria Theatre, Londres
- 06/09/1964  Odeon Theatre, Leicester
- 08/09/1964  Odeon Theatre, Colchester
- 09/09/1964  Odeon Theatre, Luton
- 10/09/1964  Odeon Theatre, Cheltenham
- 11/09/1964  Capitol Theatre, Cardiff
- 13/09/1964  Empire Theatre, Liverpool
- 14/09/1964  ABC Theatre, Chester
- 15/09/1964  Odeon Theatre, Mánchester
- 16/09/1964  ABC Theatre, Wigan
- 17/09/1964  ABC Theatre, Carlisle
- 18/09/1964  Odeon Theatre, Newcastle-upon-Tyne
- 19/09/1964  Usher Hall, Edimburgo
- 20/09/1964  ABC Theatre, Stockton-on-Tees
- 21/09/1964  ABC Theatre, Kingston-upon-Hull
- 22/09/1964  ABC Theatre, Lincoln
- 24/09/1964  Gaumont Theatre, Doncaster
- 25/09/1964  Gaumont Theatre, Hanley
- 26/09/1964  Gaumont Theatre, Bradford
- 27/09/1964  Hippodrome Theatre, Birmingham
- 28/09/1964  Odeon Theatre, Romford
- 29/09/1964  Odeon Theatre, Guildford
- 01/10/1964  Colston Hall, Bristol
- 02/10/1964  Odeon Theatre, Exeter
- 03/10/1964  Regal Theatre, Edmonton, Londres
- 04/10/1964  Gaumont Theatre, Southampton
- 05/10/1964  Gaumont Theatre, Wolverhampton
- 06/10/1964  Gaumont Theatre, Watford
- 08/10/1964  Odeon Theatre, Lewisham, Londres
- 09/10/1964  Gaumont Theatre, Ipswich
- 10/10/1964  Odeon Theatre, Southend
- 11/10/1964  Hippodrome, Brighton

- Datos: Q13561347